# Osman Hadzikic
Osman Hadžikić (Klosterneuburg, 12 de marzo de 1996) es un futbolista austríaco de origen bosnio. Juega de portero y su equipo es el N. K. Slaven Belupo de la Primera Liga de Croacia.

## Selección
| Selección        | País    | Año  | Partidos | Goles |
| ---------------- | ------- | ---- | -------- | ----- |
| Selección sub-19 | Austria | 2015 | 4        | 0     |
| Selección sub-21 | Austria | 2017 | 1        | 0     |

## Clubes
| Club                          | País                 | Año       | Partidos | Goles |
| ----------------------------- | -------------------- | --------- | -------- | ----- |
| F. K. Austria Viena II        | Austria              | 2011-2018 | 75       | 0     |
| F. K. Austria Viena           | Austria              | 2014-2018 | 75       | 0     |
| F. C. Zürich                  | Suiza                | 2019-2020 | 0        | 0     |
| N. K. Inter Zaprešić (cedido) | Croacia              | 2020      | 5        | 0     |
| F. C. Admira Wacker           | Austria              | 2020-2022 | 0        | 0     |
| F. K. Velež Mostar            | Bosnia y Herzegovina | 2023-2025 | 74       | 0     |
| N. K. Slaven Belupo           | Croacia              | 2025-     |          |       |